# Ledóchowski

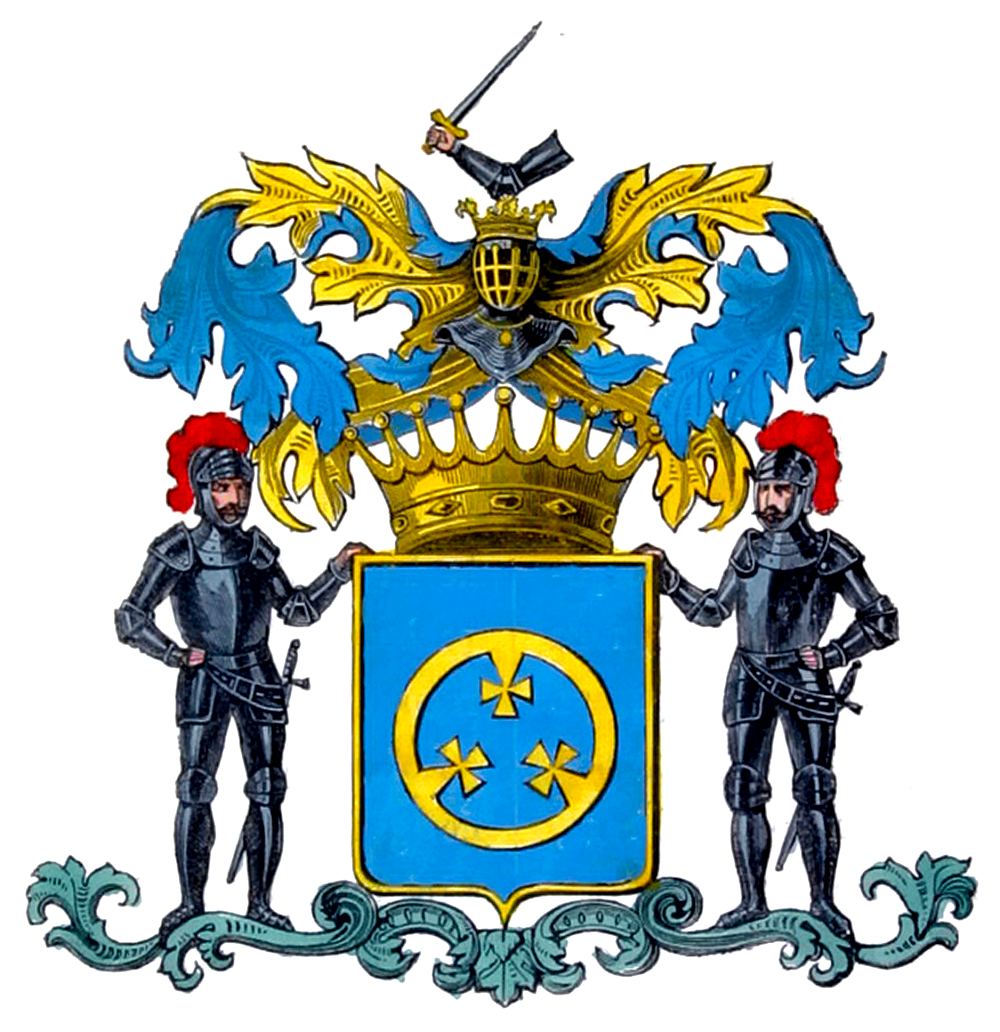
Wappen der Grafen Ledóchowski 1800

Die Grafen Halka-Ledóchowski sind ein polnisches und österreichisches Adelsgeschlecht.

## Geschichte
Die Halka von Ledóchow sind ein sehr altes wolhynisches Adelsgeschlecht, dessen Stammreihe im Jahre 1457 beginnt. Des Weiteren leiten sie ihre Abstammung vom russischen Bojarengeschlecht der Halka ab, die schon im Jahre 971 urkundlich erwähnt werden.
Die Familie Ledóchowski zählte zu den Magnaten der Szlachta, dem hohen polnischen Adel, der die Senatoren, Woiwoden, Starosten, Kastellane und Minister des Landes stellte. Mit der dritten Teilung Polens erlosch das polnische Königreich, und die Familie Ledóchowski erwarb in Anerkennung des uralten Adels, in Person des Anton Halka von Ledóchow (1755–1835) für diesen und seine legitimen Nachfahren am 8./15. Mai 1800 die erbländisch-österreichische Grafenwürde.
Bis auf wenige Ausnahmen unter den fürstlichen Familien wurden im Königreich Polen keine Adelstitel vergeben. Somit trugen die Familien entweder im Ausland vergebene Titel oder sie haben diese erst nach der Teilung Polens erlangt. Der Titel ist somit kein geeigneter Gradmesser für die historische Bedeutung von Familien. Besser geeignet ist die Anzahl der Senatoren, die eine Familie während des Bestehens des Königreiches gestellt hat. Mit sieben Senatoren befindet sich die Familie Ledóchowski auf dem 34. Rang von insgesamt 129 fürstlichen wie gräflichen polnischen Adelsfamilien.
Mitglieder der gräflichen Familie Ledóchowski zeichneten sich u. a. aus durch Dienste im kaiserlichen Hause u. a. als Erzieher des späteren Kaisers Franz-Joseph, Adjutanten des Kaisers Karl sowie Generalstabsoffiziere, als auch im Dienste der katholischen Kirche durch einen Jesuitengeneral, einen Kardinal, eine Selige sowie eine Heilige.

## Wappen
1800: Im blauen Schilde ein runder, silberner Reifen, welcher inwendig mit drei goldenen Tatzenkreuzen in Gestalt eines aufrechten Dreiecks so belegt ist, dass das obere Kreuz senkrecht herabsieht, die zwei anderen aber von beiden Seiten schräg gegeneinander aufsteigen (Haus Szalawa). Auf dem Schilde ruht die Grafenkrone, auf der sich ein ins Visier gestellter goldgekrönter Turnierhelm erhebt. Auf der Krone des Helms zeigt sich ein über sich gebogener geharnischter, einen linksgekehrten Säbel an goldenem Griffe, zum Hiebe ausholender rechter Arm. Die Helmdecken sind zu beiden Seiten blau mit Gold belegt. Schildhalter: Zwei auswärtssehende geharnischte Männer mit offenen Visieren, roten Büschen auf den Helmen, Wehren mit goldenen Gefäßen an schwarzen Gehängen an der Seite, die freie Hand in die Hüfte gesetzt.
Der Reifen im Schilde kommt aber auch golden tingiert vor, eine Annahme, welche sich auch im Genealogischen Taschenbuch der gräflichen Häuser (1854, S. 442) findet. Nach dem genannten Werke ist die Devise: „Avorum respice mores“.

## Bekannte Namensträger
- Anton Ledóchowski (1755–1835), Abgeordneter des vierjährigen Sejms, Teilnehmer des Kościuszko-Aufstandes
- Ignacy Hilary Ledóchowski (1789–1870), polnischer Brigadegeneral
- Ignacy Kazimierz Ledóchowski (der Heilige General; 1871–1945), polnischer General
- Jan Ledóchowski (1791–1864), Abgeordneter im Senat von Kongresspolen und politischer Emigrant
- Maria Theresia Ledóchowska (1863–1922), österreichische Ordensgründerin
- Maria Ursula Ledóchowska (1865–1939), österreichisch-polnische Heilige
- Mieczysław Halka Ledóchowski (1822–1902), Erzbischof von Gnesen und Posen
- Paul Graf Ledochowski († 1865), russischer Generalleutnant
- Stanisław Ledóchowski (1666–1725), Marschall der Konföderation von Tarnogród, Woiwode und Senator
- Stefan Ledóchowski (1625–1676), Abgeordneter des Senats, Diplomat, Kastellan von Wolhynien
- Thaddäus Ledóchowski (1790–1856), kaiserlich königlicher Feldmarschallleutnant
- Timotheus Ledóchowski (1792–1846), Offizier und Erzieher des späteren Kaisers Franz Joseph
- Wladimir Ledóchowski (1866–1942), General der Societas Jesu
- Maximilian Ledochowski (1956), Arzt und Schriftsteller

## Bildergalerie

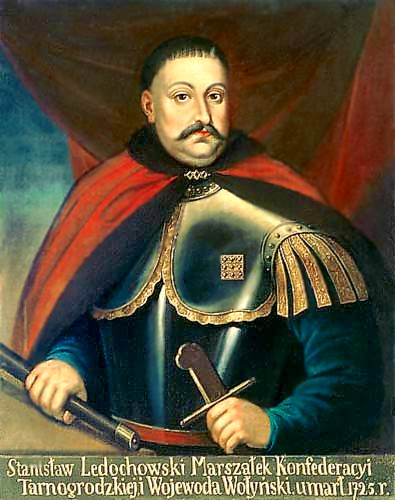
Stanisław Ledóchowski
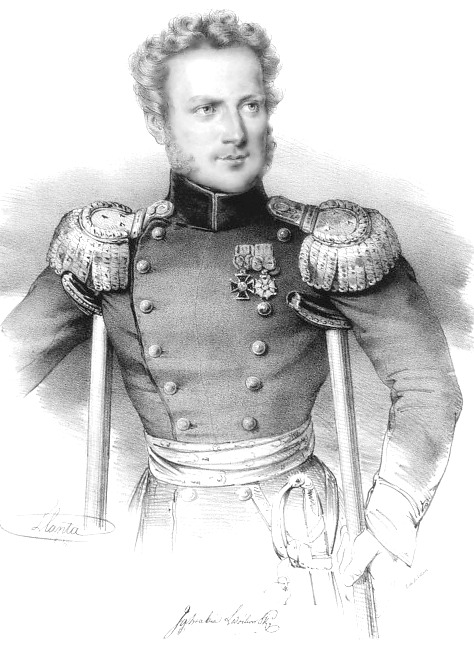
Ignacy Hilary Ledóchowski
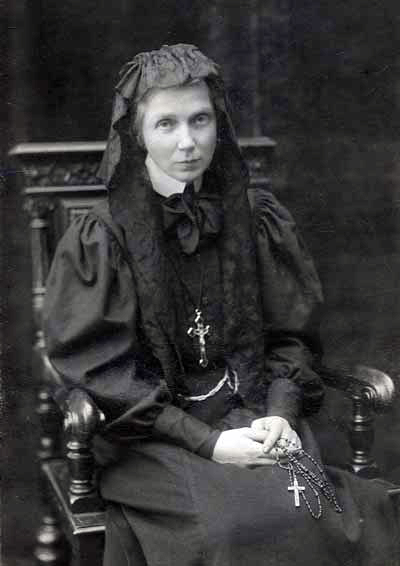
Heilige Ursula Ledóchowska
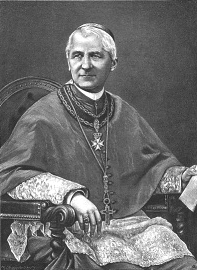
Bischof Mieczysław Ledóchowski

## Das Historische Museum Warschau

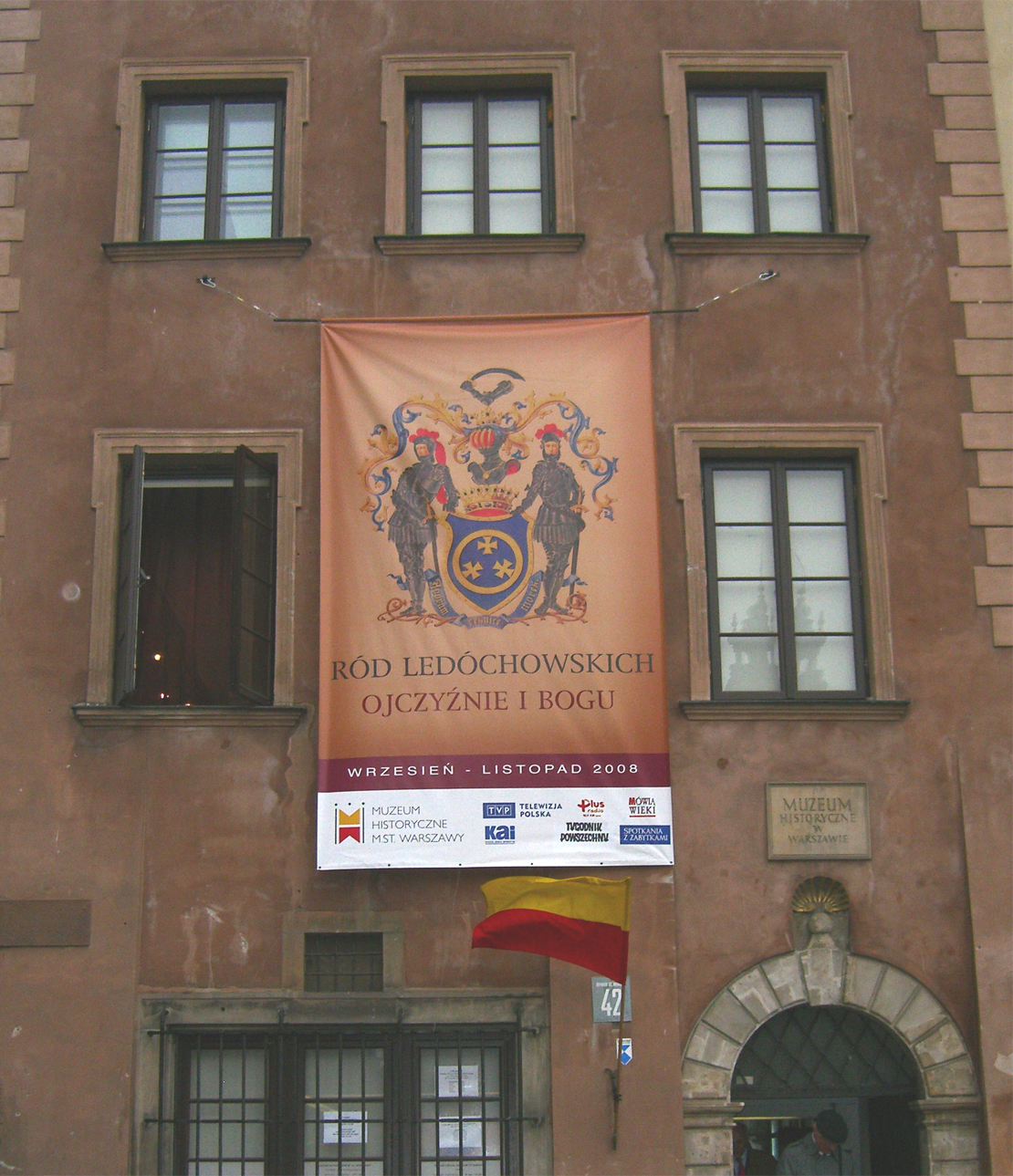
Ledóchowski-Ausstellung in Warschau 2008

Das Historische Museum Warschau organisierte im Oktober 2008 eine Kurzausstellung über die Familie Ledóchowski, die unter dem Patronat des österreichischen Bundespräsidenten Heinz Fischer sowie des polnischen Präsidenten Lech Kaczyński stand. Es wurden Dokumente sowie Kunstgegenstände, die im Privatbesitzes der Familie sind, ausgestellt.

## Belletristik
- In Pjotr Nikolajewitsch Krasnows Geschichtsroman „Vom Zarenadler zur roten Fahne“ ist der Hauptdarsteller General Sablin mehrmals im Herrenhaus des Grafen Ledokhovski zu Gast. Bei der Übersetzung des in kyrillischer Schrift geschriebenen Originals, dürfte sich der Name von Ledóchowski auf Ledokhovski verändert haben.[10]
- In Joseph Roths historischem Roman über den Untergang der österreichischen Monarchie wird die Familie Ledóchowski sowohl in der „Kapuzinergruft“[11] als auch in „Radetzkymarsch“ erwähnt.[12]
- In John Gallahues Geschichte eines gescheiterten Versuches der katholischen Kirche in der Sowjetunion erneut Fuß zu fassen, kommt der Jesuitengeneral Wladimir Ledóchowski vor.[13]